# Pedro Barros
Pedro Barros (Florianópolis, 15 de marzo de 1995) es un skater brasileño. Ganó la medalla de plata en el evento inaugural de skateboarding en parque masculino olímpico en los Juegos Olímpicos de verano de 2020 en Tokio. Además, en la banda de doom metal/dark punk Melissa, Pedro es emprendedor, tiene su propia empresa cervecera (LayBack) y su marca de moda y estilo de vida, Privê (Privet, en portugués).

## Carrera de skate
Su carrera en el skateboarding comenzó en 2008. En 2008, Barros ganó el evento amateur de Skateboarding Vert en los X Games; en 2009, terminó en tercer lugar en el mismo evento. Estas dos apariciones fueron el puntapié inicial de Pedro hacia una exitosa carrera en los X Games. Además, consiguió el segundo puesto en el Red-Bull-Crossover de 2009, donde derrotó por primera vez a su gran ídolo Sandro Dias.
En 2010, Barros ganó el oro en los X Games en Parque como novato después de una batalla contra Andy Macdonald. Pedro fue el primer novato en ganar el oro en patineta desde que Ryan Sheckler ganó el oro en Parque en 2003. También participó en la competencia Big Air en los X Games el mismo año y terminó en cuarto lugar. Además, ganó el título general de Bowl de la Copa del Mundo de Skateboarding.
En 2011, Barros obtuvo el segundo lugar en el evento Parque de los X Games y el puesto 14 en la competencia Vert. Nuevamente ganó el título general de Bowl de la Copa del Mundo de Skateboarding. En 2012, volvió a ganar el oro en el evento Parque en los X Games y ganó el Vans BOWL-A-RAMA en Nueva York. Por tercera vez consecutiva ganó el título general de Bowl de la Copa del Mundo de Skateboarding.
En 2013 ganó dos medallas de oro en Parque en los X Games, una en los X Games de Foz do Iguaçu y la otra en los X Games de Barcelona. En los X Games de Múnich en 2013, ganó la medalla de plata en Parque. Durante cuatro años consecutivos, ganó el título general de Bowl de la Copa del Mundo de Skateboarding. La serie ganadora de Pedro continuó en 2014, donde obtuvo su quinta medalla de oro en un evento Parque en los X Games en Austin, Los Ángeles. En el mismo año ganó el Volcom BOWL-A-RAMA en Getxo, España y el BOWL-A-RAMA en Wellington, Nueva Zelanda. Aterrizó en tercer lugar en el ranking Bowl de World Cup Skateboarding. En 2015, ganó la plata en el evento Parque de los X Games en Austin. Nuevamente aterrizó en el tercer lugar en el ranking Bowl de la Copa del Mundo de Skateboarding.
En 2016, ganó la prueba del Parque en los X Games y ganó su sexta medalla de oro en los X Games en total. Hasta entonces, nunca había terminado peor que la plata en una carrera asombrosa en el Skateboard Parque que comenzó con el oro de novato en 2010. En el mismo año, también ganó la Vans Pool Party en California. Ganó la Vans Park Series en Florianópolis y obtuvo dos segundos lugares en las paradas del tour en Melbourne y Malmö, que también fueron los Campeonatos Mundiales de 2016 en Park Skateboarding.
En 2017, Barros ganó las Vans Park Series en Vancouver y São Paulo, obtuvo el tercer lugar en Sydney y el segundo lugar en la parada de la gira en Malmö, Suecia.
En 2018, su patrocinador, Drop Dead Skateboards, lanzó una película llamada "Silver Era", con una parte de video de Baros. El mismo año, fue cuarto en el evento X Games Park de Minneapolis. Ganó el evento Vans Park Series en Vancouver y obtuvo tres segundos lugares en las paradas del tour en Suzhou, São Paulo y Huntington Beach. También ganó el Red Bull Bowl Rippers en Marsella. En el mismo año, Pedro ejecutó un proyecto cinematográfico con Red Bull llamado "Pedro's Bigger Picture", en el que patina elementos artísticos diseñados artísticamente que muestran sus lugares favoritos para patinar en todo el mundo".

#### Juegos Olímpicos de Tokio 2020
En 2021, junto con los patinadores Luiz Francisco y Pedro Quintas, se unió a la primera delegación masculina de skate park en Brasil en los Juegos Olímpicos de Verano en Tokio, donde la modalidad hizo su debut en los Juegos Olímpicos. Con un puntaje de 77.14 en la fase de clasificación, avanzó a la final en el cuarto lugar. En la final de la modalidad completó una vuelta con una puntuación de 86,14 puntos, nota que le valió el segundo lugar y la medalla de plata en la modalidad.